# هنري دبليو. أوليفر
هنري دبليو. أوليفر (بالإنجليزية: Henry W. Oliver)‏ هو شخصية أعمال أمريكي، ولد في 25 فبراير 1840 في دانغنون ‏ في المملكة المتحدة، وتوفي في 8 فبراير 1904.